# جزيرات الحاج حميدة
جزيرات الحاج حميدة هي مجموعة ست جزيرات صغيرة تابعة لأرخبيل قرقنة الذي يقع قبالة الساحل الشرقي للبلاد التونسية.